# Méliphage à calotte fauve
Gliciphila melanops
Genre
Espèce
Statut de conservation UICN

 LC UICN 3.1 : Préoccupation mineure
Synonymes
- Glyciphila melanops
- Phylidonyris melanops

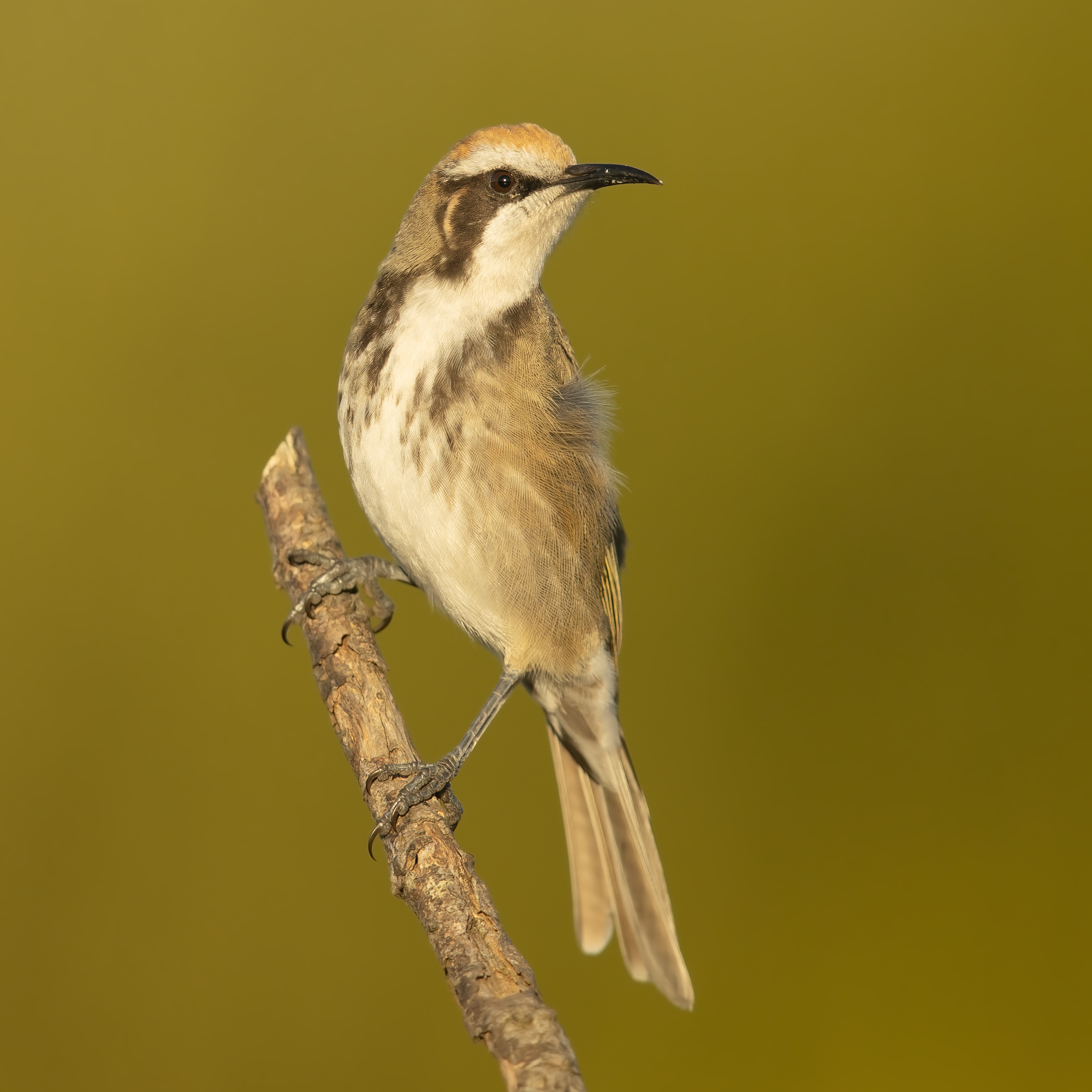
Un méliphage à calotte fauve en Nouvelle-Galles du Sud en Australie. Juin 2020.

Le Méliphage à calotte fauve (Gliciphila melanops) est une espèce de passereaux de la famille des Meliphagidae. C'est la seule espèce du genre Gliciphila.

## Répartition
Il vit à travers le sud de l'Australie.

## Habitat
Il vit dans les zones de broussailles et de landes.